# Mukra
Mukra fou un antic districte i població del Iemen al sud de Sanà, esmentat pels geògrafs àrabs perquè tenia una mina de cornalina. El nom també s'aplica a unes muntanyes a la regió del Sarat. La denominació Mukra derivaria d'una antiga tribu himiarita. La tribu dels mukres s'ha relacionat amb els mokritai de Claudi Ptolemeu.